# Koło cierne

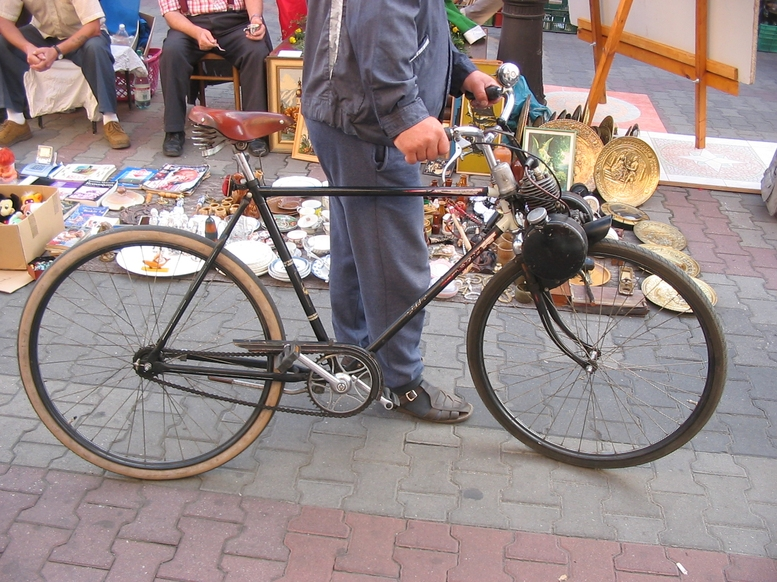
Rower z silnikiem Gnom

Koło cierne – element przekładni ciernej, koło walcowe lub stożkowe o powierzchni roboczej pokrytej okładziną cierną o wysokim współczynniku tarcia.
Przykładem popularnego zastosowania koła ciernego był silnik Gnom do roweru, z którego napęd przekazywany był na przednie koło roweru za pomocą dociskanej do opony koła rolki – koła ciernego walcowego. Okładziną cierną koła współpracującego była w tym przypadku opona.